# Gravsjön (Lycksele socken, Lappland)
Gravsjön är en sjö i Lycksele kommun i Lappland och ingår i Umeälvens huvudavrinningsområde. Sjön har en area på 0,374 kvadratkilometer och ligger 339 meter över havet. Sjön avvattnas av vattendraget Tuggenbäcken.

## Delavrinningsområde
Gravsjön ingår i det delavrinningsområde (715449-164783) som SMHI kallar för Mynnar i Umeälven. Medelhöjden är 324 meter över havet och ytan är 33,09 kvadratkilometer. Det finns inga avrinningsområden uppströms utan avrinningsområdet är högsta punkten. Tuggenbäcken som avvattnar avrinningsområdet har biflödesordning 2, vilket innebär att vattnet flödar genom totalt 2 vattendrag innan det når havet efter 128 kilometer. Avrinningsområdet består mestadels av skog (86 procent). Avrinningsområdet har 0,51 kvadratkilometer vattenytor vilket ger det en sjöprocent på 1,5 procent.